# Isdera Commendatore 112i
Isdera Commendatore 112i — суперкар німецької компанії Isdera GmbH, який презентували 1993 на міжнародному Франкфуртському автосалоні.
Ціна авто виносила близько 800.000 німецьких марок. Загалом виробили до 5 екземлярів трьох модифікацій.

## Історія

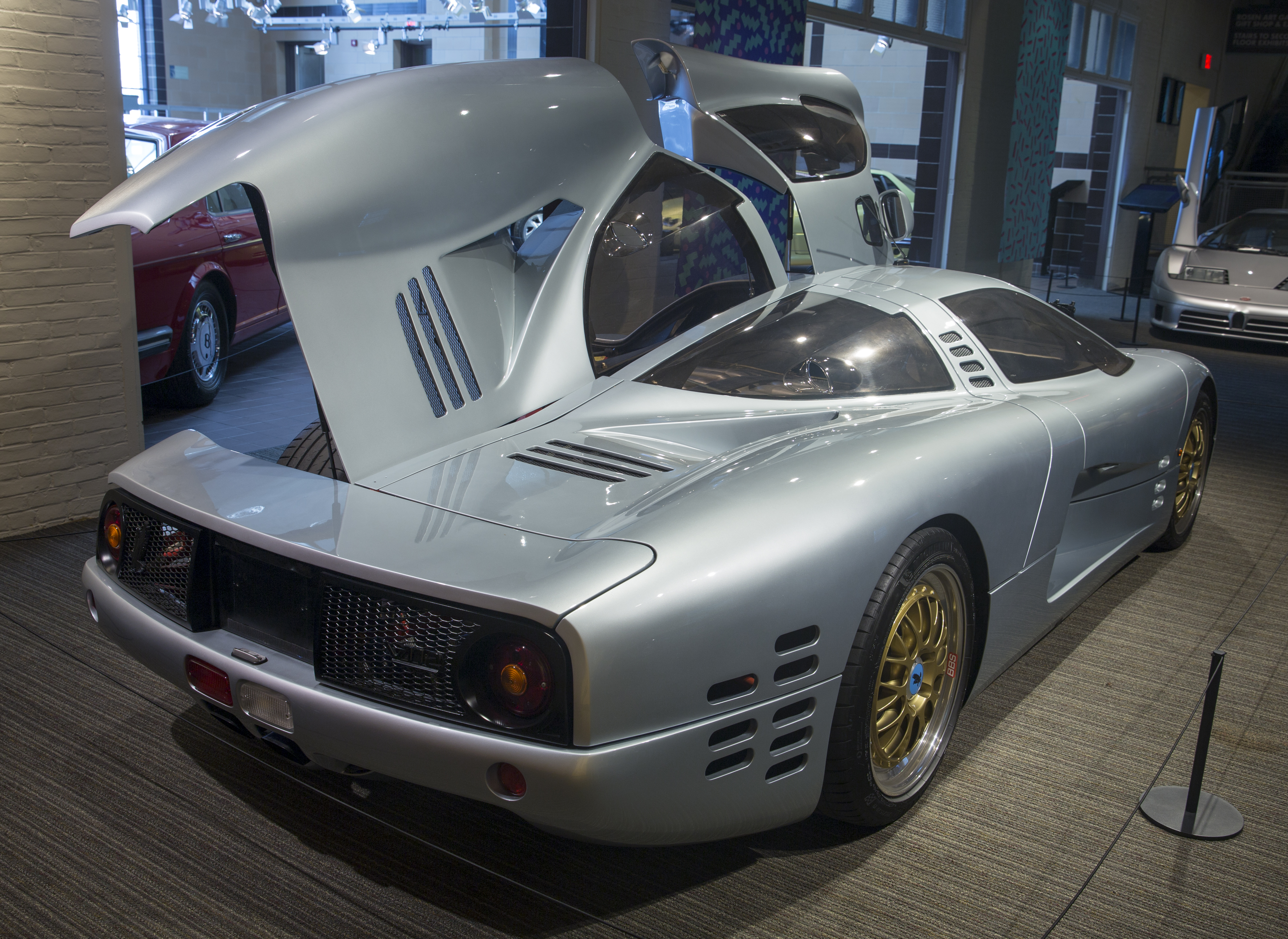
Isdera Commendatore 112i

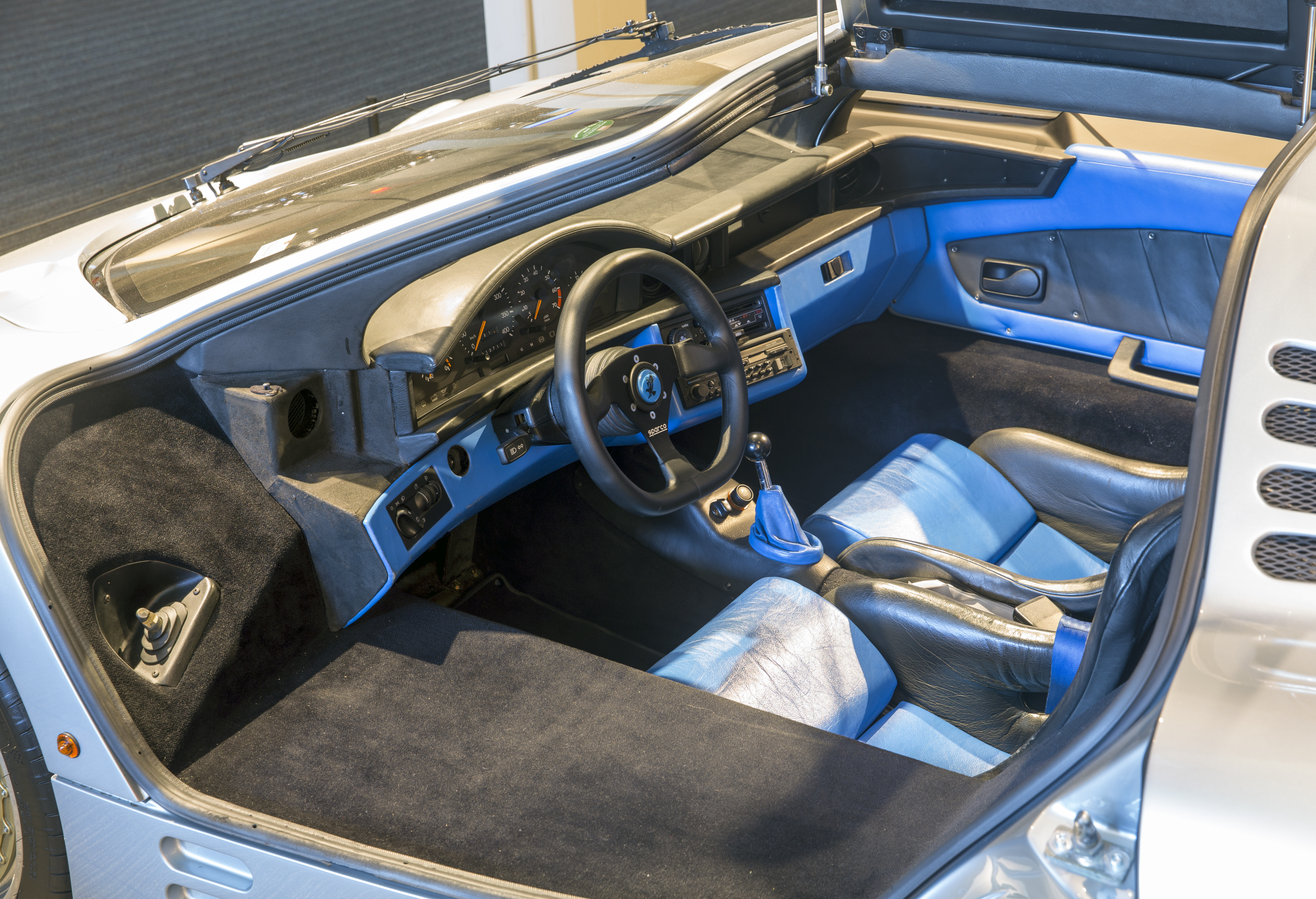

Власник компанії Isdera Ебенгард Шульц раніше працював у компанії Mercedes-Benz, де розробляв спортивну модель Mercedes-Benz C111 з мотором Ванкеля (1968) і пізніші центральномоторні прототипи, зокрема прототип Mercedes C112 (1991) з 48-клапанним мотором Mercedes-Benz M 120 V12. Незважаючи на значну кількість зацікавлених клієнтів, він не пішов у серію. Після втрати зацікавлення до даних моделей в компанії Mercedes-Benz Шульц продовжив розробку їх у компанії Isdera, використовуючи у значній мірі досвід проектування C112.

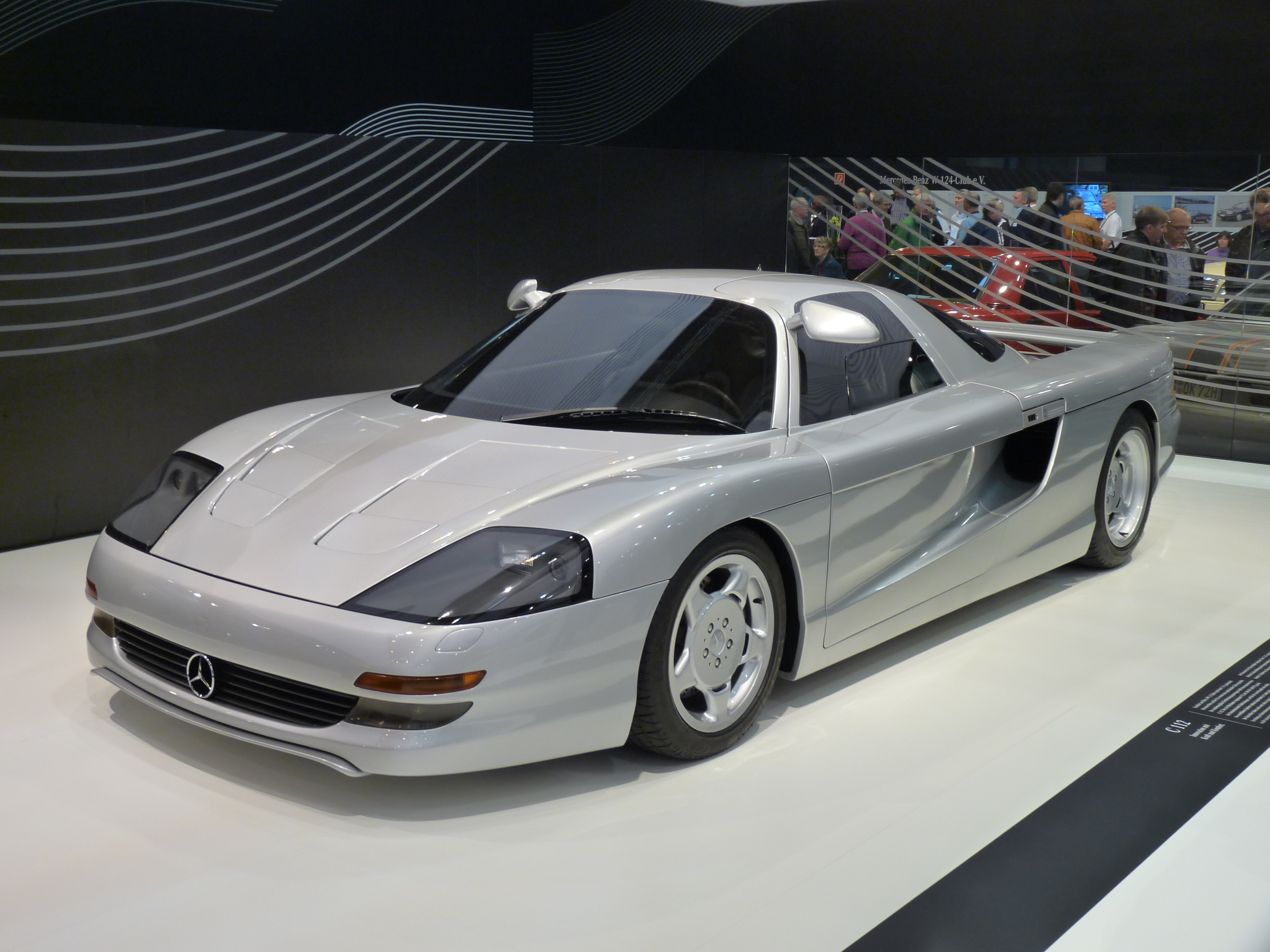
Mercedes-Benz C112. 1991

На початку 1990-х років для Mercedes-Benz W140 розробили V12-мотор M120E60 об'ємом 5987 см³ і потужністю 394–408 к.с., на основі якого у компанії Isdera вирішили розробити модель спортивного автомобіля з центральним розміщенням мотору. Під мотор було розроблено трубчату раму, кузов з склотекстоліту з дверима «крило чайки». Для Commendatore 112i на замовлення компанія Mercedesa виготовила 6-ступеневу коробку передач. З Porsche 968 запозичили форму передньої частини авто і фари, задні світлові панелі походили з Mercedes-Benz. Для великої швидкості авто отримало заднє аеродинамічне гальмо, електронну підвіску, що зменшувала кліренс до 76 мм, спеціальний склоочищувач. Модель розвивала швидкість 342 км/год і розганялась 0-100 км/год за 4,8 секунди. За бажанням можна було збільшити кліренс для подолання перешкод. Єдиний екземпляр Commendatore 112i (6.01) продали до США за 466.000 доларів.
Нову модифікацію Commendatore 112i (6.9l) виготовили 1995 з мотором Mercedes-Benz M 120 V12 об'ємом 6889 см³ і потужністю 548 к.с., а 2000 при знижені ваги встановили мотор потужністю 620 к.с., що робило модель єдиним конкурентом McLaren F1. Однак 1999 була продана остання підтверджена модель на базі Commendatore 112i 6.01 з мотором у 420 к.с., яка отримало назву Mercedes Silver Arrow. Модель розганялась до 330 км/год. і була продана на аукцоні в Швейцарії за 3 млн. доларів.